# Stadt Bregenz (Schiff, 1910)
Der Salondampfer Stadt Bregenz war ein Dampfschiff, das auf dem Bodensee verkehrte. Die Indienststellung erfolgte am 22. Juli 1910. Der Heimathafen des Schiffes war Bregenz in Österreich. 1965 wurde es stillgelegt und 1967 verschrottet.

## Geschichte

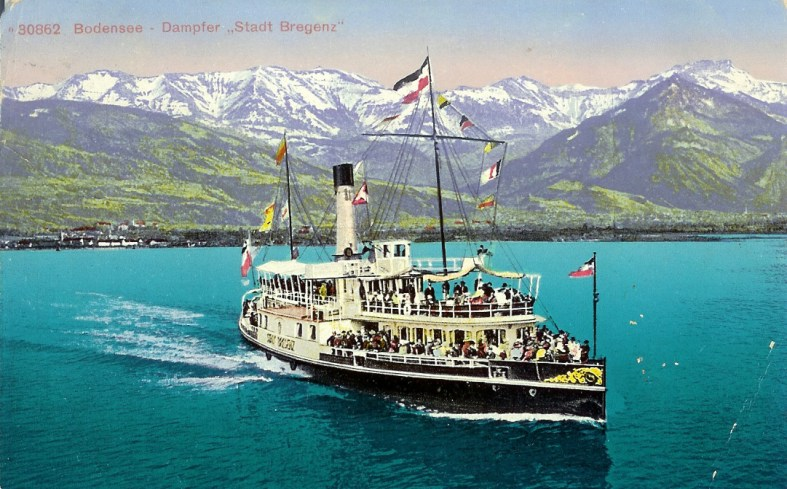
SD Stadt Bregenz um 1920

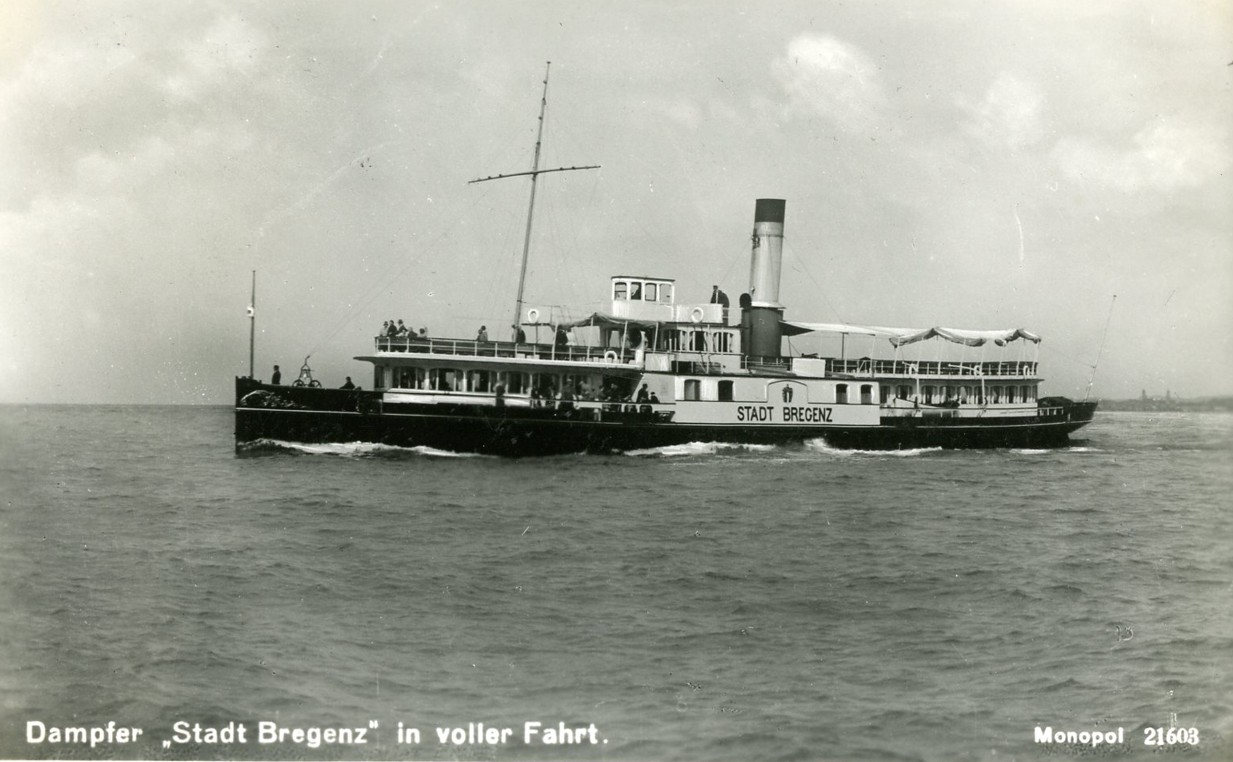
Die Stadt Bregenz Anfang der 1930er Jahre vor Bregenz

Im Jahre 1905 beschlossen die k.k. Staatsbahnen den Bau eines sogenannten Expressdampfers, der ausschließlich im stark frequentierten Sommerhalbjahr eingesetzt werden sollte. Obwohl nach der württembergischem Christoph nur noch den Windverhältnissen besser angepasste Halbsalondampfer in Dienst gestellt worden waren, entschieden sich die k.k. österreichischen Staatsbahnen für einen großen Vollsalondampfer. Den Zuschlag erhielt im Jahre 1908 die Schiffswerft in Linz an der Donau. Schon bei der Auftragsvergabe wurde erkannt, dass die Dimensionen dieses Neubaus auf das im Jahre 1892 angelegte Trockendock im Bregenzer Hafen abgestimmt werden musste. Anstatt einer Gesamtlänge von 63 Metern, blieb deshalb die Länge auf 60,15 Meter beschränkt, wodurch es später im Schiffsbetrieb zu Stabilitätsproblemen kam. Der Bau wurde am 19. August 1909 in Linz begonnen, Maschinen und Kesselanlage lieferte das Stabilimento Tecnico Triestino. Die Leistung der Zweizylinder-Verbunddampfmaschine betrug 680 PSi, zur Erzeugung des Stroms für die elektrische Beleuchtung diente ein 15-PS-Turbogenerator. Die Innenausstattung der Salons und Kabinen stammte von der Wiener Möbelfirma Portois & Fix.

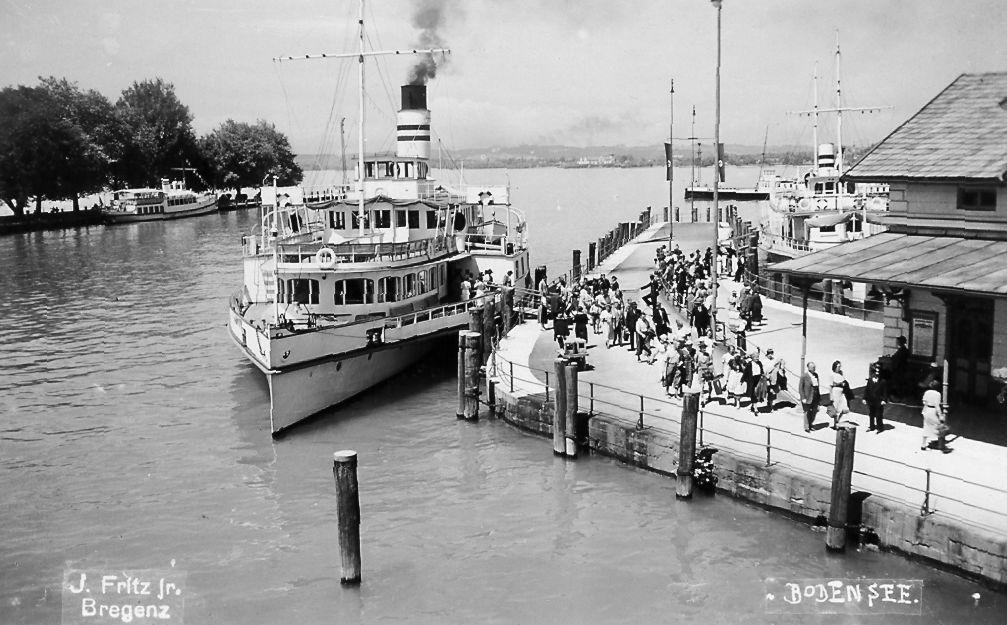
Die Stadt Bregenz im Jahr 1938 bei der Ankunft in ihrem Heimathafen

Am 22. Juli 1910 wurde das Schiff im Beisein des k.k. Eisenbahnministers Ludwig Graf Wrba feierlich auf den Namen Stadt Bregenz getauft,  nachdem der Schraubendampfer Bregenz in Vorarlberg umbenannt worden war. Taufpatin war Sophie Herzogin von Hohenberg, welche sich durch die Gattin des Landeshauptmanns vertreten ließ.
Die Passagierkapazität war mit 1000 Personen die größte eines Bodensee-Raddampfers, zusammen mit der Stadt Überlingen, bei der sie aber ab 1960 auf 945 reduziert wurde. Bereits im Winter 1911 wurden Änderungen an den Aufbauten vorgenommen und eine bessere Stabilität zu bekommen. Trotz mehrfacher Umbauten und der erwähnten Mängel blieb die Stadt Bregenz bis zur Stilllegung im August 1965 ein Schiff von besonderer Auffälligkeit auf dem Bodensee.

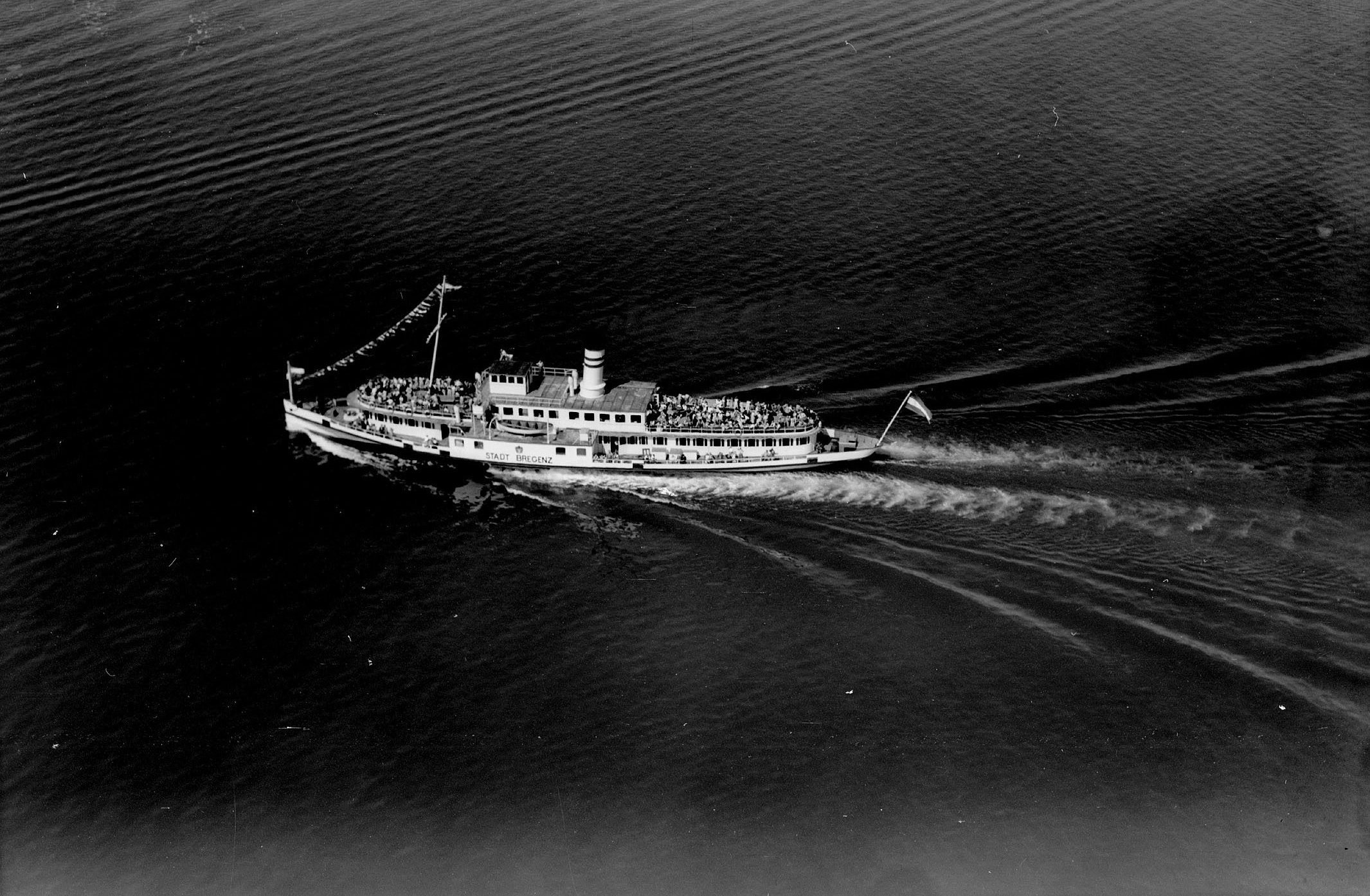
Die Stadt Bregenz 1953 auf einer Fahrt auf dem Bodensee

Im Winterhalbjahr 1937/38 wurde nach den guten Erfahrungen bei der Stadt Überlingen  das Achterschiff zu Verbesserung der Stabilität von 7,00 Meter auf 7,82 Meter verbreitert. Außerdem erhielt das Schiff einen Salonaufbau auf dem Oberdeck. 1938 wurde die Stadt Bregenz nach dem Anschluss Österreichs in das Deutsche Reich von der Deutschen Reichsbahn übernommen und 1940 dem Maschinenamt Lindau unterstellt. 1943 und 1944 wurde das Schiff zeitweise von Konstanz aus eingesetzt und verkehrte ungewohnterweise auf dem Überlinger See. In der Nacht vom 25. auf den 26. April 1945 schleppte die Stadt Bregenz die Motorschiffe Allgäu und Ostmark zur Schutzinternierung nach Romanshorn und kehrte erst am 17. Mai zurück. Ab 16. Oktober 1945 nahm die Stadt Bregenz den Oberseelängsverkehr Bregenz–Lindau–Friedrichshafen–Konstanz wieder auf.
1952 erfolgte die Umstellung von Kohle- auf Schwerölfeuerung (760 PSi), 1956 der Einbau von zwei MAN-Flammrohrkesseln (850 PSi) in der Bodan-Werft in Kressbronn. Während des Umbaus wurde die Stadt Bregenz vom bayrischen SD München vertreten. Die Höchstgeschwindigkeit erhöhte sich auf 29 km/h. Durch den Brennstoffwechsel ersparte man sich zwar den zweiten Schiffsheizer und die teure Importkohle, ein gravierender Nachteil der Dampfschiffe gegenüber den Motorschiffen blieb aber weiter bestehen: Es dauerte immer noch zwei Stunden, bis der notwendige Betriebsdruck der Kessel erreicht wurde und das Schiff einsatzbereit war. Deshalb wurden am Bodensee außer der Stadt Bregenz nur noch die vier Schweizer Dampfschiffe Saentis, St. Gallen, Rhein und Schaffhausen auf den Betrieb mit Schweröl umgestellt, aber keine deutschen Dampfschiffe.
In den letzten Betriebsjahren befuhr die Stadt Bregenz in der Regel die Route zwischen Bregenz und Konstanz. Ihre eigentlich für Ende 1964 geplante Außerdienststellung verzögerte sich durch die Streitigkeiten um die Benennung des neuen MS Vorarlberg um einige Monate. Ihre letzte Fahrt fand ohne großen Abschied am 11. August 1965 als Kursfahrt von Bregenz nach Konstanz statt. Die Verschrottung dieses technisch und optisch interessanten Dampfschiffes im Herbst 1967 wird nach heutigen Maßstäben gemessen als kurzsichtig betrachtet. Eines der beiden Radkasten-Wappen schmückt die heutige Stadt Bregenz.
Im Technischen Museum Wien wird ein Modell der Stadt Bregenz im Zustand der Indienststellung ausgestellt. Ein zweites Modell, den Zustand nach den Verkleinerungen der Aufbauten zeigend, befindet sich ebenfalls in der Sammlung des Museums.